# Дембсько (Ґродзиський повіт)
Дембсько (пол. Dębsko) — село в Польщі, у гміні Веліхово Ґродзиського повіту Великопольського воєводства.
Населення — 358 осіб (2011).
У 1975-1998 роках село належало до Познанського воєводства.

## Демографія
Демографічна структура станом на 31 березня 2011 року:
|          | Загалом | Допрацездатний вік | Працездатний вік | Постпрацездатний вік |
| -------- | ------- | ------------------ | ---------------- | -------------------- |
| Чоловіки | 187     | 46                 | 128              | 13                   |
| Жінки    | 171     | 36                 | 103              | 32                   |
| Разом    | 358     | 82                 | 231              | 45                   |